# Ectropis milloti
Ectropis milloti är en fjärilsart som beskrevs av Claude Herbulot 1954. Ectropis milloti ingår i släktet Ectropis och familjen mätare. Inga underarter finns listade i Catalogue of Life.